# Chiyonofuji Mitsugu
 (juillet 2016).
Si vous disposez d'ouvrages ou d'articles de référence ou si vous connaissez des sites web de qualité traitant du thème abordé ici, merci de compléter l'article en donnant les références utiles à sa vérifiabilité et en les liant à la section « Notes et références ».
Mitsugu Akimoto (秋元 貢, Akimoto Mitsugu) dit Chiyonofuji Mitsugu (千代の富士 貢), né le 1er juin 1955 à Fukushima (Hokkaidō) et mort le 31 juillet 2016 à Tokyo (région de Kantō), est un lutteur de sumo japonais.
Champion incontesté pendant les années 1980, il est considéré comme l'un des plus grands lutteurs de l'après-guerre. Il est le 58e yokozuna (Champion) de l'histoire de ce sport. 

## Biographie
Fils de pêcheur, originaire de l'île de Hokkaidō comme Taihō et Kitanoumi, il commence sa carrière en 1970 à l'âge de 15 ans, prenant le nom de Chiyonofuji, mais se voit handicapé par son relatif petit gabarit (1,83 m pour 127 kg) et une blessure récurrente à l'épaule. Toutefois il persévère. Il est promu rapidement (jūryō en 1974, puis makuuchi en 1975, et atteint le rang d’ōzeki en mars 1981, après sa victoire au Hatsu Basho. 
Il est promu yokozuna le 19 juillet de la même année après sa seconde victoire, au tournoi de Nagoya. Il n'abandonne le titre qu'en mai 1991, à l'âge de 35 ans et 11 mois, une longévité exceptionnelle dans un sport où les carrières dépassent rarement 30 ans. Surnommé « le loup » à cause du regard perçant dont il fixe ses adversaires avant les combats, il compte 31 victoires de tournoi, le plaçant juste derrière Taihō Kōki dans le panthéon du sumo moderne. Il est le premier lutteur de l'histoire à avoir gagné plus de mille combats (1 045 au total, dont 807 en makuuchi ; depuis, Kaio l'a dépassé ), et sa série de 53 combats sans défaites en 1988 n'est surpassée que par les 69 victoires de Futabayama et les 63 victoires de Hakuho. 
Grand technicien, adepte des techniques de projection, en particulier l'uwatenage, il était également connu pour l'intensité de sa préparation physique, lui permettant de compenser par la force ce qui lui fait défaut en poids et en taille. Impassible et renfermé pendant les tournois, il est connu pour son charme et son humour en dehors du dohyō. Depuis 1992, il dirige l'écurie Kokonoe, produisant des lutteurs tels que Chiyotaikai, Chiyotenzan ou encore Chiyonokuni, Chiyotairyu, Chiyootori et Chiyomaru plus récemment.
Le 31 mai 2015, la veille de son soixantième anniversaire, une cérémonie spéciale s'est tenue au Ryōgoku Kokugikan de Tokyo en présence des yokozuna Hakuhō et Harumafuji.

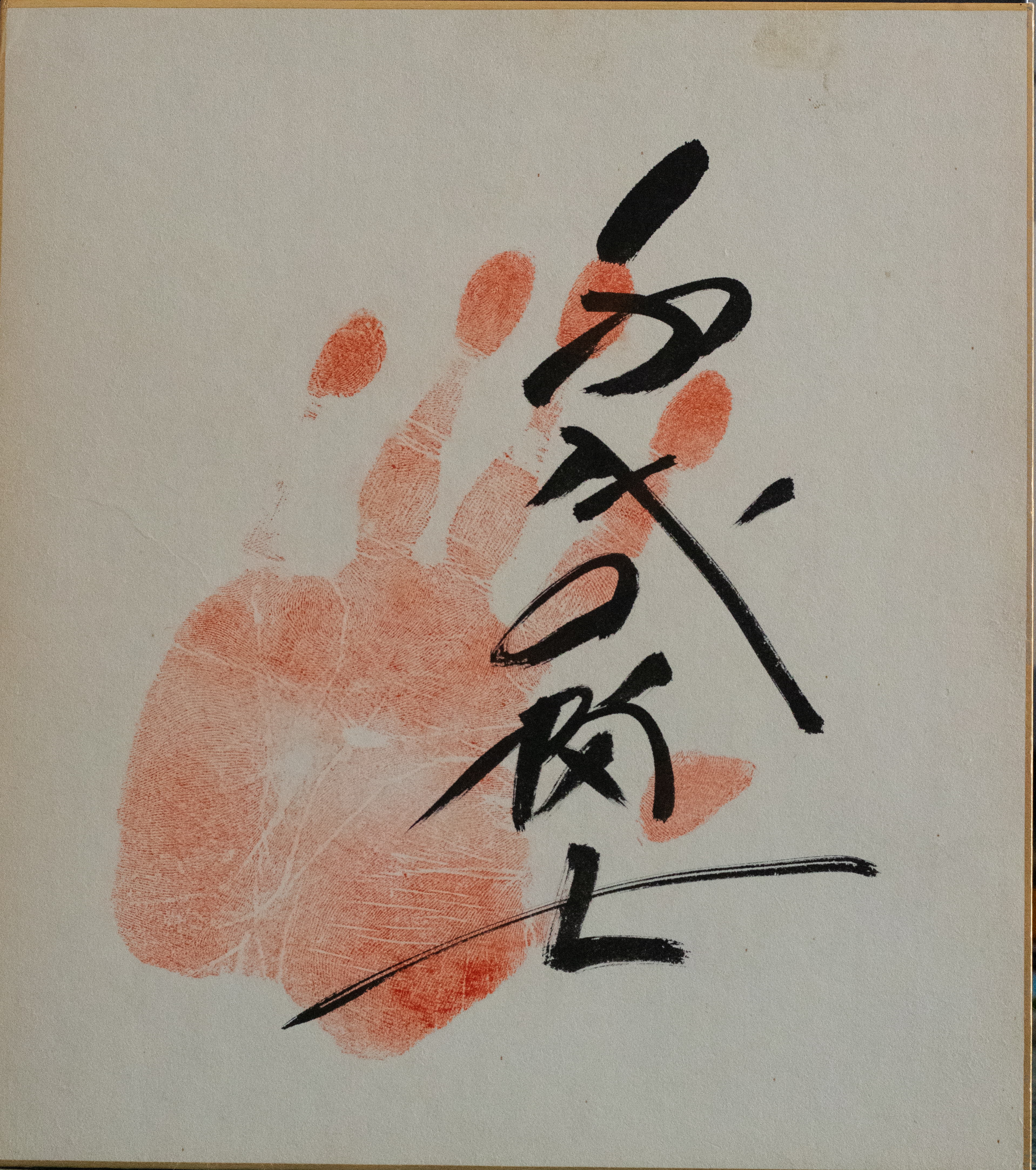
Tegata originale de Chiyonofuji

### Vie privée
Il est le père de Kozue Akimoto, née en juillet 1987 à Tokyo, célèbre mannequin de mode japonais et actrice de télévision

## Statistiques
- 31 tournois gagnés, dont 7 sans perdre un combat ( Zensho-yusho ).
- 1 045 victoires, 437 défaites et 170 forfaits, dont :
  - 807, 253 et 155 en makuuchi, dont :
  - 625, 112 et 148 en tant que yokozuna,
  - 38 et 7 en tant qu’ōzeki.
- 81 tournois en makuuchi :
- Plus grand nombre de victoires consécutives : 53
- 3 kinboshi et 5 ginboshi
- 29 kinboshi en 53 tournois et 5 ginboshi en 3 tournois gagnés par l'adversaire
- Sanshō
  - 1 shukun-shō (prix de performance exceptionnelle)
  - 1 kantō-shō (prix de la combativité)
  - 5 ginō-shō (prix de la technique)
- Dohyō-iri : Unryu